# Luix Roussarie
Pour les articles homonymes, voir Roussarie.
Pas d'image ? Cliquez ici

a Compétitions nationales et continentales officielles uniquement.

Dernière mise à jour le 30 juin 2018.
Luix Roussarie, né le 15 janvier 1991, est un joueur français de rugby à XV évoluant au poste de demi de mêlée et capable de buter. Il est le frère de Peyo Roussarie, ancien joueur de rugby professionnel.

## Carrière
Formé à Peyrehorade, il rejoint le centre de formation de Leicester, disputant le championnat Espoir anglais. En 2011, il signe à Biarritz, sa ville de naissance. Il fait ses débuts à Toulon pour la première journée du Top 14 en août 2011. 
Après quatre saisons au BO, il enchaîne les clubs en Pro D2 : Tarbes, Vannes puis Massy.

## Palmarès
- Vainqueur du Challenge européen : 2012

## Sélections
- Équipe de France -18 ans[6]